# 逢いたいから
「逢いたいから」（あいたいから）は、古内東子の2枚目のシングル。1993年10月21日にソニー・レコードからリリースされた。

## 収録曲
全作詞・作曲：古内東子
1. 逢いたいから
  - 編曲：遠藤亮

MBS・TBS系TV JTドラマBOX「デザートはあなた」劇中テーマ曲
2. こたえないで
  - 編曲：十川知司
3. 逢いたいから （オリジナル・カラオケ）